# Льюисон, Марк
Марк Лью́исон (англ. Mark Lewisohn; род. 16 июня 1958, Лондон) — английский писатель и историк. Считается ведущим специалистом в мире по английской рок-группе The Beatles.

## The Beatles и темы, относящиеся к ним
На протяжении своей карьеры Марк Льюисон работал в EMI, MPL Communications и Apple Corps и написал много справочников о The Beatles. Он считается ведущим специалистом в мире по этой теме, известен тщательностью и целостностью своих исследований. Ему, в частности, приписывают открытие таких фактов, как точная дата первой встречи Джона Леннона и Пола Маккартни.
В 1986 году была опубликована книга Льюисона The Beatles Live!. В ней была представлена полная история всех «живых» выступлений The Beatles в формате, которому Льюисон будет следовать в последующих книгах. После того, как он был приглашён в EMI для прослушивания всех оригинальных плёнок сессий звукозаписи The Beatles, Льюисон написал книгу The Complete Beatles Recording Sessions: The Official Story of the Abbey Road Years (Все сессии звукозаписи Beatles: Официальная история лет, проведённых на Abbey Road), которая вышла в свет в 1987 году. Книга была написана в форме дневника, хронологически описывающего в деталях каждую сессию звукозаписи The Beatles на студии Abbey Road Studios — в частности, такие детали, как кто играл на каждой дорожке (track) и сколько дублей (takes) было записано на каждой сессии. Книга начиналась с интервью с Полом Маккартни.
Следующая книга Льюисона, The Beatles: 25 Years In The Life (The Beatles: 25 лет в жизни), была опубликована в 1988 году и содержала информацию о том, что каждый участник ансамбля делал в каждый день периода между 1962 и 1987 годами. Книга была переиздана под названием The Beatles Day by Day (The Beatles изо дня в день) в 1990 году.
Книга Complete Beatles Chronicle (Полная хроника Beatles) была издана в 1992 году и шла на один шаг дальше, представляя в деталях всю карьеру ансамбля в студии, на сцене, на радио, телевидении, в кинофильмах и на видео.
Следующей книгой Льюисона, опубликованной в 1994 году, была The Beatles London (Битловский Лондон), написанная в соавторстве с Piet Schreuders и Adam Smith. Это по существу путеводитель по всем имеющим отношение к The Beatles местам в Лондоне, включая студийный комплекс на Abbey Road и концертный зал Палладиум, снабжённый картами и фотографиями ансамбля и отдельных его участников в описываемых местах. Дополненное издание книги вышло в начале 2008 года.
Кроме написания своих собственных книг, Льюисоном написаны предисловия к таким книгам, как Recording The Beatles (Записывая Beatles) (авторы — en:Brian Kehew и en:Kevin Ryan), Beatles Gear (авторы — en:Andy Babiuk) и книге на немецком языке Komm, Gib Mir Deine Hand (авторы — Thorsten Knublauch и Axel Korinth). Он также принял участие в создании книги In My Life: Lennon Remembered (В моей жизни: Вспоминая Леннона) — книги, сопровождавшей десятичастную серию на радио BBC о Джоне Ленноне; редактировал книгу Пола Маккартни Wingspan, после работы в течение долгого времени в качестве редактора и автора для фэнзина Маккартни (в настоящее время выпуск прекращён) Club Sandwich. Это привело к тому, что экс-битл пригласил Льюисона написать тексты для буклетов таких альбомов, как Flaming Pie, Band on the Run: 25th Anniversary Edition и Wingspan: Hits and History. Он также написал тексты буклетов для ретроспективного 6-CD box set Produced by George Martin — 50 Years in Recording (Продюсировано Джорджем Мартином — 50 лет в звукозаписи), а также для альбомов The Beatles 1 и The Capitol Albums, Volume 1. Льюисон принимал активное участие в проекте Антология The Beatles (см. Anthology 1, Anthology 2, Anthology 3).
В 2005 году Льюисон сообщил, что приступил к работе над трёхтомной биографией The Beatles, предполагая завершить её к 2018 году. Объясняя причину, побудившую его на написание такой биографии, Льюисон сказал:

«История The Beatles излагается очень часто, но, на мой взгляд, редко достаточно верно. Я пишу всеобъемлющую историю, и мои намерения чисты: проанализировать и осмыслить, что происходило внутри и вокруг The Beatles, и написать её беспристрастно, без страха и предпочтений, без предвзятости и тайного умысла. Из Ливерпуля вышла рок-н-ролльная группа, оказавшая влияние на весь мир во второй половине XX столетия, и их музыка выходит за пределы меняющегося времени. Эта абсолютно экстраординарная история должна быть описана во всей полноте — и это надо сделать сейчас, пока свидетели всего происшедшего ещё с нами».
Оригинальный текст (англ.)The Beatles story has been told very often but, in my view, rarely very well. I'm writing a wide-ranging history and my aim is true: to explore and comprehend what happened in and around the Beatles, and to write it even-handedly, without fear or favour, bias or agenda. A rock and roll group came out of Liverpool and shaped the last half of the 20th century the world over, and their music transcends changing times. The whole extraordinary story needs to be fully recorded and it needs to be done now, while first-hand witnesses are still with us.

Первый том трилогии вышел в октябре 2013 года под названием «The Beatles: All These Years, Volume One — Tune In».
Льюисон признал, что на исследования и написание книги у него ушло гораздо больше времени, чем он предполагал.
В интервью, опубликованном 28 декабря 2013, автор сделал новый прогноз относительно выхода остальных книг серии, назвав 2020 и 2028 год как даты публикации второго и третьего тома соответственно.

## Другая деятельность
Хотя The Beatles — область, в которой Льюисон является экспертом, он также написал множество других книг. Одной из его наиболее известных работ является Radio Times Guide to TV Comedy — энциклопедия комедий на британском телевидении, вышедшая в 1998 году и переизданная в 2003 году; также с 2007 года доступна через интернет как en:BBC Guide to Comedy. Им также была написана биография Бенни Хилла под названием Funny, Peculiar, изданная в 2002 году.
В прошлом Льюисон писал для журналов, таких как Radio Times и Match of the Day. Он также помог редактировать книгу Hendrix: Setting The Record Straight, написанную Джоном Макдермоттом и Эдди Крамером.

## Частная жизнь
Льюисон живёт со своей женой и двумя детьми в Хартфордшире.